# Protorthodes texana
Protorthodes texana là một loài bướm đêm trong họ Noctuidae.